# Hedengren
Hedengren är en svensk släkt från Värmland.
Släktens äldste kände stamfader är Sven Björnsson som bodde i Lidköping som borgare i början av 1600-talet. Hans son Olof Svensson (död 1711) ägde Osby bruk, Boda bruk och Föskeds bruk och tog namnet efter Hedenskogs bruk. Han ägde även Lindfors bruk. Sonsonen Olof Svensson Hedengren blev genom gifte med Brita Maria von Hofsten ägare till Riseberga gods samt Villingsbergs bruk.

## Medlemmar
- Olof Hedengren (1812–1870), bruksägare
- David Hedengren (1858–1946), general
- Gabriel Hedengren (1869–1936), överste
- Gösta Hedengren (1899–1993), ambassadör
- Sven-Olof Hedengren (1929–2020), överdirektör